# Камянка (Шосткински район)
Камянка (на украински: Кам'янка; на руски: Каменка) е село в община Середина Буда в Шосткински район на Сумска област в Украйна.
Според Преброяването на населението в Украйна през 2001 г., населението наброява 421 души.
До 2020 г. органът на местното самоуправление е бил Каменският селски съвет. След това, местното самоуправление на селото се изпълнява от община Середина Буда. Селото се намира на 13 km по права линия в юго-западна посока от административния център на общината – град Середина Буда.
До 19 юли 2020 г. селото е влизало в Середино-Будски район, а след като той е леквидиран, селото става част от Шосткински район с център град Шостка.
Идентификационният код на селото според въведеният през 2020 г. Кодификатор на административно-териториалните единици и територии на териториалните общини (КАТОТТГ) е: UA59100130090045051.

## География
Село Камянка се намира близо до извора на река Свига, надолу по течението на разстояние 3,5 km е село Пигаривка. През селото минава автомобилен път Т 1915 и железен път с гара Виришалний на 1,5 km. На същото разстояние се намира и село Курган, което е официално обявено за безлюдно и е затрито от регистъра на населените места през 2007 г.

## Име
Единно мнение по въпроса за произхода на названието на село Каменка няма. По твърдение на бившия възпитаник на Черниговската духовна семинария Фьодор Богуславски, през царуването на Петър I Каменка „била хутор на дворянина Каменски (от когото и получила названието – Каменка)“.
Повечето изследователи обаче не са съгласни с това и смятат, че Каменка е заимствала името си от името на местните езера, които отдавна се наричат Каменни езера поради наличието на голям брой скални късове (камъни, валуни), донесени по тези места от север по време на последния ледников период. В полза на това говори и първоначалното име на селото – Каменните езера (на руски: Каменные Озера), споменато през 1723 г.

## История
Не се знае точно кой и кога е основал Камянка. Според свидетелствата на местни жители, които те дават по време на „Общото изследване на имотите на Стародубския полк“ през 1729 г., тяхното село е заселено като „слобода под бойното знаме на Чернацки“, който бил новгородски стотник (военен) през 1673 г. Жителите на съседното село Голубивка смятат това мнение за погрешно и твърдят, че село Камянка е било „обсадено от Черняй“, който заемал указаната длъжност през 1675 г.
Липсват други доказателства, които да потвърдят или опровергаят показанията на голубивци и камянчани. В тази връзка украинският историк, генеалог и издател Олександр Матвийович Лазаревский не приписва основаването на село Камянка на нито един от двамата сотници и в своето „Описание на стара Малорусия“ посочва, че селото е основано „пред Чихиринския край, под бойното знаме на Чернацбки (Черняй), по това време новгородски стотник“.
От деня на своето заселване Каменка е собственост на основателя си, а след смъртта му е предоставена на новгородския стотник Константин Мартинович Карнаух (1680-1684 г.). В негово владение е няколко години, след което е предадено на ведомството на Новгородско-северския сотник и кметски старейшина, а през следващите години е предоставено за рангово владение на новгородските фогти – Погорелъй, Искра и Карас, след което е възвърната на ведомството на новгородско-северския стотник и кметски старейшина, а през 1686-1687 г. е предоставено от хетмана Иван Самойлович на новгородския стотник Стягайло Иван (1686-1687 г., 1691-1692 г., 1698 г.; 1699 г.).
Каменските жители обаче не искат да живеят под негово управление и се обръщат към стародубския полковник и дворянин Михаил Андреевич Миклашевски (ок. 1640 – 19.03.1706 г.) с молба да вземе селото им за свое владение. Миклашевски бил заинтересован да разшири своите владения и препратил молбата на каменските селяни на хетман Иван Мазепа, който на 21 май 1691 г. удовлетворил молбата им с издаването на хетмански универсал (указ) и предоставил село Каменка на Михаил Миклашевски, а след това московският цар Петър I, под чийто протекторат стояло Казашкото хетманство от Андрусовския договор от 1667 г. насам, издава царска дарствена грамота от 09.04.1696 г., с която потвърждава феодалния статус на селото спрямо рода Миклашевски.
На 19 март 1706 г., по време на Северната война, Михаил Анреевич Миклашевски е убит в схватка с шведите край Несвиж и е погребан в Стародуб. След смъртта му Каменка е наследена от синовете му – Андрей, Степан и Иван, и е в тяхно владение до идването на власт на хетман Иван Скоропадски, след което обкръжението на хетмана обвинява Михаил Анреевич Миклашевски, че е подкупил Иван Мазепа и незаконно е завладял Каменка. Селото бива завладяно от новия стародубски полковник – Лукян Жоравко, който представя и дарствена грамота на московския цар Петър I от декември 1708 г. (предоставяне като рангово владение). Всичко това обаче е оспорено от рода Миклашевски, тъй като и те притежават царска дарствена грамота на Петър I от 19.04.1696 г., и обвиняват Жоравко, че неговата е фалшифицирана и че той злоупотребява с позицията си на стародубски полковник. В крайна сметка, с царска дарствена грамота от 7 юли 1718 г. се потвърждава собствеността на Жоравко (предоставяне като лично владение).
През 1874 г. (по други данни – през 1876 г., 1884 г.) в Камянка е открито земско училище, в което през 1897 г. учат 50 момчета и 4 момичета, а през 1901 г. — 59 момчета и 2 момичета. Училището се намирало в общинска сграда и се поддържало за сметка на земски средства в размер на 165 рубли и средства на селското общество в размер на 135 рубли.

## Население
| Численост на населението | Численост на населението | Численост на населението |
| Година                   | Души                     | Двора                    |
| ------------------------ | ------------------------ | ------------------------ |
| 1795 г.                  | 333                      | –                        |
| 1799 г.                  | 353                      | –                        |
| 1859 г.                  | 873                      | 154                      |
| 1883 г.                  | 1174                     | 222                      |
| 1892 г.                  | 1486                     | 255                      |
| 1897 г.                  | 1729                     | 297                      |
| 1901 г.                  | 2115                     | –                        |
| 1913 г.                  | –                        | 315                      |
| 1917 г.                  | 2062                     | 330                      |
| 1923 г.                  | 1757                     | 321                      |
| 1926 г.                  | 1413                     | 318                      |
| 1940 г.                  | –                        | 338                      |
| 1970 г.                  | 775                      | 267                      |
| 1989 г.                  | 468                      | –                        |
| 2001 г.                  | 427                      | –                        |
| 2008 г.                  | 327                      | –                        |
| 2010 г.                  | 115                      | –                        |
| 2013 г.                  | 100                      | –                        |